# Вабана
Вабана (англ. Wabana) — містечко в Канаді, у провінції Ньюфаундленд і Лабрадор.

## Населення
За даними перепису 2016 року, містечко нараховувало 2146 осіб, показавши скорочення на 8,5%, порівняно з 2011-м роком. Середня густина населення становила 148 осіб/км².
З офіційних мов обидвома одночасно володіли 20 жителів, тільки англійською — 2 115. Усього 5 осіб вважали рідною мовою не одну з офіційних.
Працездатне населення становило 36,7% усього населення, рівень безробіття — 24,4% (33,8% серед чоловіків та 16,1% серед жінок). 87,8% осіб були найманими працівниками, а 8,4% — самозайнятими.
Середній дохід на особу становив $26 099 (медіана $19 410), при цьому для чоловіків — $26 720, а для жінок $25 537 (медіани — $20 288 та $19 127 відповідно).
25,2% мешканців мали закінчену шкільну освіту, не мали закінченої шкільної освіти — 37,8%, 36,7% мали післяшкільну освіту, з яких 10,7% мали диплом бакалавра, або вищий.
| Статево-вікова структура населення | Статево-вікова структура населення | Статево-вікова структура населення | Статево-вікова структура населення | Статево-вікова структура населення |
| ---------------------------------- | ---------------------------------- | ---------------------------------- | ---------------------------------- | ---------------------------------- |
|                                    |                                    |                                    |                                    |                                    |
| Всього                             | Всього                             | 46,6%53,4%                         |                                    |                                    |
| 0 — 14 років                       | 0 — 14 років                       |                                    | 14,2%                              | 14,2%                              |
| 15 — 64 років                      | 15 — 64 років                      |                                    | 62%                                | 62%                                |
| 65 і більше                        | 65 і більше                        |                                    | 23,8%                              | 23,8%                              |
| 85 і більше                        | 85 і більше                        |                                    | 1,6%                               | 1,6%                               |
| Середній вік (років)               | Середній вік (років)               | 46,646,2                           | 46,4                               | 46,4                               |
| Медіана (років)                    | Медіана (років)                    | 51,851,0                           | 51,4                               | 51,4                               |
| — чоловіки — жінки                 |                                    |                                    |                                    |                                    |

| Походження мешканців:     | Походження мешканців:     | Походження мешканців: | Походження мешканців: | Походження мешканців: |
| ------------------------- | ------------------------- | --------------------- | --------------------- | --------------------- |
| Походження                |                           |                       | осіб                  | %                     |
| Корінні американці        | Корінні американці        |                       | 45                    | 2.11%                 |
| Інше північноамериканське | Інше північноамериканське |                       | 1 420                 | 66.51%                |
| Європейське               | Європейське               |                       | 950                   | 44.5%                 |
| британське                | британське                |                       | 950                   | 44.5%                 |
| французьке                | французьке                |                       | 20                    | 0.94%                 |
| Азійське                  | Азійське                  |                       | 30                    | 1.41%                 |

| Зайнятість населення за галузями (за класифікацією NOC): | Зайнятість населення за галузями (за класифікацією NOC): | Зайнятість населення за галузями (за класифікацією NOC): | Зайнятість населення за галузями (за класифікацією NOC): | Зайнятість населення за галузями (за класифікацією NOC): |
| -------------------------------------------------------- | -------------------------------------------------------- | -------------------------------------------------------- | -------------------------------------------------------- | -------------------------------------------------------- |
|                                                          |                                                          |                                                          |                                                          |                                                          |
| Управління                                               | Управління                                               |                                                          | 7,1%                                                     | 7,1%                                                     |
| Бізнес, фінанси та адміністрування                       | Бізнес, фінанси та адміністрування                       |                                                          | 9,5%                                                     | 9,5%                                                     |
| Природничі та прикладні науки                            | Природничі та прикладні науки                            |                                                          | 2,4%                                                     | 2,4%                                                     |
| Охорона здоров'я                                         | Охорона здоров'я                                         |                                                          | 7,9%                                                     | 7,9%                                                     |
| Освіта, правозахист, муніципальні та урядові служби      | Освіта, правозахист, муніципальні та урядові служби      |                                                          | 13,5%                                                    | 13,5%                                                    |
| Мистецтво, культура, відпочинок та спорт                 | Мистецтво, культура, відпочинок та спорт                 |                                                          | 1,6%                                                     | 1,6%                                                     |
| Роздрібна торгівля та послуги                            | Роздрібна торгівля та послуги                            |                                                          | 25,4%                                                    | 25,4%                                                    |
| Гуртова торгівля, транспорт та обладнання                | Гуртова торгівля, транспорт та обладнання                |                                                          | 27,8%                                                    | 27,8%                                                    |
| Природні ресурси, сільське господарство                  | Природні ресурси, сільське господарство                  |                                                          | 3,2%                                                     | 3,2%                                                     |
| Виробництво                                              | Виробництво                                              |                                                          | 3,2%                                                     | 3,2%                                                     |

## Клімат
Середня річна температура становить 5,2°C, середня максимальна – 19,8°C, а середня мінімальна – -9,4°C. Середня річна кількість опадів – 1 359 мм.
| Клімат поселення                              | Клімат поселення | Клімат поселення | Клімат поселення | Клімат поселення | Клімат поселення | Клімат поселення | Клімат поселення | Клімат поселення | Клімат поселення | Клімат поселення | Клімат поселення | Клімат поселення | Клімат поселення |
| Показник                                      | Січ.             | Лют.             | Бер.             | Квіт.            | Трав.            | Черв.            | Лип.             | Серп.            | Вер.             | Жовт.            | Лист.            | Груд.            |                  |
| Середній максимум, °C                         | 1,07             | 0,29             | 2,88             | 6,88             | 10,97            | 15,08            | 18,66            | 19,77            | 15,37            | 10,86            | 6,58             | 2,29             |                  |
| Середня температура, °C                       | −3,76            | −4,54            | −1,97            | 2,03             | 6,12             | 10,26            | 15,46            | 16,58            | 12,16            | 7,68             | 3,38             | −0,89            |                  |
| Середній мінімум, °C                          | −8,59            | −9,38            | −6,8             | −2,8             | 1,29             | 5,42             | 12,28            | 13,39            | 8,98             | 4,49             | 0,19             | −4,1             |                  |
| Норма опадів, мм                              | 130              | 115              | 111              | 106              | 91               | 100              | 89               | 94               | 123              | 142              | 128              | 130              |                  |
| Середньомісячна швидкість вітру, м/с          | 8.10             | 7.54             | 7.11             | 6.50             | 5.80             | 5.40             | 5.22             | 5.28             | 5.90             | 6.68             | 7.25             | 7.95             |                  |
| Середньомісячна сонячна радіація, кДж/м²·день | 3944             | 6740             | 10626            | 14025            | 17080            | 19127            | 19250            | 16127            | 12077            | 7182             | 4110             | 3040             |                  |
| --------------------------------------------- | ---------------- | ---------------- | ---------------- | ---------------- | ---------------- | ---------------- | ---------------- | ---------------- | ---------------- | ---------------- | ---------------- | ---------------- | ---------------- |
| Джерело:                                      |                  |                  |                  |                  |                  |                  |                  |                  |                  |                  |                  |                  |                  |